# Nivardus von Gent
Nivardus von Gent, auch Nivard von Gent, latinisiert Nivardus Gandavensis, war ein flämischer Schriftsteller des 12. Jahrhunderts, bekannt durch sein mittellateinisches Gedicht Ysengrimus, eine Tierfabel in elegischen Distichen mit satirischen Anspielungen auf seine Zeit, besonders auf das Leben der Geistlichkeit.

## Leben und Werk
Über Nivardus ist im Wesentlichen nur bekannt, was aus seinem Gedicht vermutet werden kann. Der Verfassername magister Niuardus steht in einer Handschrift mit Auszügen des Ysengrimus (im Florilegium Gallicum, 13./14. Jh.) aus der Staatsbibliothek Berlin. Der Name wird überwiegend verwendet, auch wenn später zwei Handschriften mit Auszügen des Ysengrimus mit anderen Namen bekannt wurden (Balduinus Cecus, Bernardus) und es auch Versuche anderer Zuschreibungen gab (Bruno, da so der Bär hieß, der im Gedicht als Dichter bezeichnet wird). Aus dem Text lässt sich vermuten, dass der Verfasser Beziehungen zum Rheinland hatte und möglicherweise daher stammte, da er sich gern an Köln erinnert und den Abt Balduin vom Kloster Liesborn preist. Er hat aber auch eine Vorliebe für Frankreich, und aus seinem Gedicht geht hervor, dass er das Land gut kennt (Tours, Paris, Reims, Cluny, Beauvais), weshalb er möglicherweise in Paris studierte. Er war Geistlicher, lebte nach überwiegender Meinung in Gent, wo er Lehrer in Sankt-Peters-Abtei (das Kloster Blandinium) war oder an der Kirche St. Pharaildis in der gräflichen Burg von Gent. Er hatte gute Beziehungen zu den Bistümern Reims und Tournai. Aus im Gedicht erwähnten Personen und der Tatsache, dass er den Misserfolg des Zweiten Kreuzzugs beklagt (und Papst Eugen III. die Schuld gibt), lässt sich die Entstehung des Werks in die Zeit nach 1149 einordnen. Auf die Zeit Mitte des 12. Jahrhunderts weisen auch die erwähnten Personen Bernhard von Clairvaux, die Äbte Walter von Egmond (Kloster Egmond), Balduin von Liesborn und Bischof Anselm von Tournai.
Der Ysengrimus besteht aus 6500 Versen (3287 Distichen) in sieben Büchern und ist eine Hauptquelle des Roman de Renart. Das Gedicht spricht sich für eine Reform der Kirche im Sinne der Regeln des Heiligen Benedikt aus.
Das Werk geriet in Vergessenheit und wurde von Franz Josef Mone 1832 entdeckt und als Reinardus Vulpes herausgegeben.